# Matt Lieto
Matt Lieto (* 4. Mai 1978) ist ein US-amerikanischer Triathlet.

## Werdegang
Matt Lieto fing 1998 mit dem Triathlon an, nachdem er seinen älteren Bruder Chris zum Ironman Hawaii begleitet hatte.
Er ist sehr vielseitig und startet im Triathlon auf der Kurz-, Mittel- und Langdistanz, wie auch im Cross-Triathlon, im Winter-Triathlon sowie im Aquathlon.
Im August 2017 belegte er den 18. Rang bei der Aquathlon-Weltmeisterschaft.
Auch sein älterer Bruder Chris Lieto (* 1972) war bis 2012 als Triathlet aktiv. 
Matt Lieto lebt in Bend im US-Bundesstaat Oregon.

## Sportliche Erfolge
| Datum/Jahr    | Rang | Wettbewerb                     | Austragungsort   | Zeit     | Bemerkung                                                     |
| ------------- | ---- | ------------------------------ | ---------------- | -------- | ------------------------------------------------------------- |
| 2. Mai 2015   | 2    | Wildflower Triathlon           | Lake San Antonio | 04:12:21 | [ 3 ]                                                         |
| 15. Juni 2014 | 2    | Ironman 70.3 Victoria          | Victoria         | 04:01:40 |                                                               |
| 22. Sep. 2013 | DNF  | Ironman Lake Tahoe             | Lake Tahoe       | –        | bei der Erstaustragung Abbruch des Rennens auf der Radstrecke |
| 3. März 2013  | 10   | Escape from Alcatraz Triathlon | San Francisco    | 02:13:58 |                                                               |
| 18. Sep. 2011 | 2    | Ironman 70.3 Branson           | Branson          |          |                                                               |
| 4. Juni 2011  | 3    | Ironman 70.3 Hawaii            | Hawaii           | 04:05:25 |                                                               |
| 5. Juni 2010  | 3    | Ironman 70.3 Hawaii            | Hawaii           | 04:08:14 |                                                               |

| Datum/Jahr    | Rang | Wettbewerb     | Austragungsort | Zeit     | Bemerkung |
| ------------- | ---- | -------------- | -------------- | -------- | --------- |
| 25. Aug. 2013 | 7    | Ironman Canada | Penticton      | 09:04:21 |           |

| Datum/Jahr    | Rang | Wettbewerb                              | Austragungsort | Zeit     | Bemerkung                         |
| ------------- | ---- | --------------------------------------- | -------------- | -------- | --------------------------------- |
| 23. Aug. 2017 | 13   | ITU Cross Triathlon World Championships | Penticton      | 02:18:31 | Weltmeisterschaft Cross-Triathlon |

| Datum/Jahr | Rang | Wettbewerb                                      | Austragungsort | Zeit     | Bemerkung |
| ---------- | ---- | ----------------------------------------------- | -------------- | -------- | --------- |
| 2008       | 6    | ITU Winter Triathlon Pan American Championships | Bend           | 01:42:49 |           |

| Datum/Jahr    | Rang | Wettbewerb                        | Austragungsort | Zeit     | Bemerkung                   |
| ------------- | ---- | --------------------------------- | -------------- | -------- | --------------------------- |
| 25. Aug. 2017 | 18   | ITU Aquathlon World Championships | Penticton      | 00:32:44 | Aquathlon-Weltmeisterschaft |

(DNF – Did Not Finish)